# Maro (Tschad)
Maro (arabisch مارو) ist eine Stadt im Süden des Tschad in der Provinz Moyen-Chari. Maro ist die Hauptstadt des Départements Grande Sido, das den Süden der Provinz Moyen-Chari umfasst und an der Grenze zur Zentralafrikanischen Republik liegt.

## Verkehrsanbindung
Von Sarh, der Hauptstadt der Provinz, führt eine Verbindungsstraße nach Süden, die Maro nach 104 km erreicht. Nach weiteren 22 km erreicht die Straße beim Ort Sido die Grenze zur Zentralafrikanischen Republik. Auf der südlichen Seite liegt der Grenzort Moyenne Sido.

## Bevölkerung
Beim Zensus 2009 wurden 14.888 Einwohner gezählt. Die Bevölkerung stieg allerdings seit dem Jahr 2003 aufgrund des Zuzugs von Kriegsflüchtlingen aus der Zentralafrikanischen Republik stark an. Im Jahr 2017 waren in Maro 20.479 Flüchtlinge aus der Zentralafrikanischen Republik. Des Weiteren kamen Binnenflüchtlinge, die das Gebiet Maro vorher verlassen hatten, zurück. Deren Zahl belief sich im Jahr 2014 auf 17.162 Personen. So war die Bevölkerungszahl im Jahr 2017 auf 51.041 Einwohner angestiegen.

## Nahrungsversorgung
Die ausreichende Versorgung der Bevölkerung mit Nahrung ist in Maro ein großes Problem. Zwischen Mitte Juni und Anfang September leidet die Bevölkerung unter Nahrungsmangel, da zu dieser Zeit die Vorräte aufgebraucht sind, aber die neue Ernte noch nicht eingefahren ist. Zu dieser Zeit steigen die Preise der wenigen noch verfügbaren Waren stark an. Nur 2 % der zentralafrikanischen Flüchtlinge, 4 % der zurückgekehrten Binnenflüchtlinge und 22 % der lokalen Bevölkerung haben keine Probleme bei der Nahrungsversorgung. In einem Großteil der Haushalte gibt es nur eine Mahlzeit am Tag, Unterernährung betrifft einen großen Teil der Bevölkerung und hat gravierende Auswirkungen auf die Gesundheit der Betroffenen.
Typische Nahrungsmittel sind Sorghum, Mais, Maniok, Süßkartoffeln, Okra, Ampfer, Bohnen, Erdnussmus sowie Fisch bzw. Fleisch.